# The Thieving Magpie (La Gazza Ladra)
The Thieving Magpie – album koncertowy zespołu Marillion. CD2 to koncertowa wersja albumu Misplaced Childhood.

## Lista utworów
CD1:
1. „Intro - La Gazza Ladra” – 2:46
2. „Slainte Mhath” – 4:49
3. „He Know You Know” – 5:13
4. „Chelsea Monday” – 8:01
5. „Freaks” – 4:06
6. „Jigsaw” – 6:24
7. „Punch and Judy” – 3:23
8. „Sugar Mice” – 6:03
9. „Fugazi” – 8:39
10. „Script for a Jester's Tear” – 8:46
11. „Incommunicado” – 5:23
12. „White Russian” – 6:14

CD2:
1. „Pseudo Silk Kimono” – 2:19
2. „Kayleigh” – 3:53
3. „Lavender” – 2:27
4. „Bitter Suite” – 7:38
5. „Heart of Lothian” – 5:13
6. „Waterhole (Expresso Bongo)” – 2:17
7. „Lords of the Backstage” – 6:07
8. „Blind Curve” – 5:35
9. „Childhoods End?” – 2:48
10. „White Feather” – 4:23

## Single
- „Freaks (live)”